# 蔓枝藓属
蔓枝藓属（学名：Bryowijkia）为蔓枝藓科的一属植物。

## 下属分类
- 蔓枝藓 Bryowijkia ambigua